# Hydroélectricité en Inde

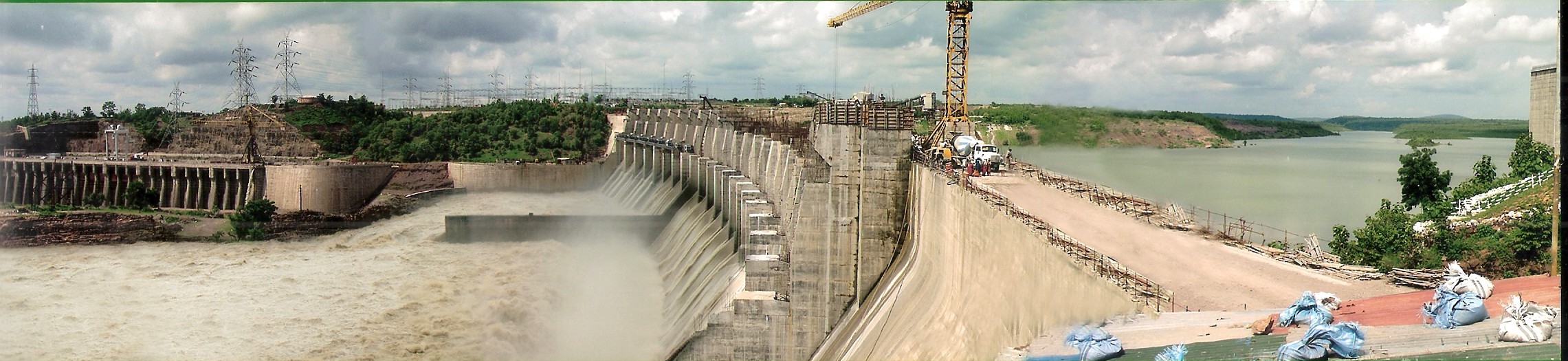
Barrage Indira Sagar en construction en 2008

Le secteur de l'hydroélectricité en Inde bénéficie grâce à l'Himalaya d'un potentiel important dont seulement un tiers est exploité ; l'Inde se situe en 2024 au 6e rang mondial pour sa production avec 3,5 % de la production mondiale, derrière la Chine (30,4 %), le Brésil (9,1 %), le Canada (7,7 %), les États-Unis (5,3 %) et la Russie (4,6 %), et au 6e rang pour sa puissance installée avec 3,6 % du total mondial. Les centrales de pompage-turbinage représentent 9,1 % de la puissance installée, et des projets de grande ampleur sont en préparation, avec l'objectif de multiplier leur puissance par 11 d'ici 2032.
L'hydroélectricité fournissait 10,5 % de la production d'électricité du pays en 2020 et 7,8 % en 2023, année de forte sécheresse.
Les trois États himalayens de l'Himachal Pradesh, l'Uttarakhand et le Jammu-et-Cachemire regroupent 38 % de la puissance totale en fonctionnement en juin 2024.
De nombreux projets sont en cours de développement, dont de grands projets communs avec le Népal et le Bhoutan.

## Potentiel hydroélectrique
Grâce à l'Himalaya, l'Inde est dotée d'un potentiel hydroélectrique parmi les plus élevés au monde : son potentiel théorique de l'Inde était estimé en 2010 par le Conseil Mondial de l’Énergie à 2 638 TWh/an, et son potentiel techniquement exploitable à 660 TWh/an, dont 442 TWh/an économiquement exploitables, équivalent à 84 000 MW avec un facteur de charge de 60 % ; le potentiel des petits projets est estimé à 15 000 MW. Le potentiel pour le pompage-turbinage a été estimé à 94 000 MW sur 56 sites viables.
Le potentiel hydroélectrique de l'Inde est évalué par la Central Electricity Authority en février 2016 à 148,7 GW (hors pompage-turbinage), concentré surtout dans les États himalayens de l’Arunachal Pradesh (50,3 GW), du Jammu-et-Cachemire (14,1 GW), de l’Uttarakhand (18,2 GW) et de l’Himachal Pradesh (18,8 GW). Compte tenu des 37,9 GW déjà en fonctionnement et des 12,5 GW en construction, il reste 94,9 GW de potentiel inexploité (65,3 %).

## Histoire
L'Inde fut un des pays pionniers dans la construction de centrales hydroélectriques. Les centrales de Darjeeling et de Shimsha (Shivanasamudra) furent mises en service en 1898 et 1902 respectivement, parmi les premières en Asie.

## Production hydroélectrique
L'Association internationale de l'hydroélectricité (IHA) estime la production hydroélectrique de l'Inde à 198 TWh en 2024, au 6e rang mondial avec 4,3 % de la production mondiale, derrière la Chine (30,4 %), le Brésil (9,1 %), le Canada (7,7 %), les États-Unis (5,3 %) et la Russie (4,6 %).
L'Energy Institute estime la production hydroélectrique de l'Inde à 156,5 TWh en 2024, au 6e rang mondial avec 3,5 % de la production mondiale, en baisse de 14,7 % en 2023 du fait de la sécheresse, mais en progression de 13 % en dix ans. Sa part dans la production d'électricité du pays est de 7,7 % en 2024 (7,8 % en 2023).
Selon l'Agence internationale de l'énergie, la production hydroélectrique de l'Inde s'est élevée en 2022 à 173,7 TWh, soit 9,6 % de la production d'électricité du pays.
| Année | Production (Gwh) | Variation (%) | Part (%) |
| 1990  | 71 656           |               | 24,8 %   |
| 2000  | 74 462           |               | 13,3 %   |
| 2010  | 124 921          |               | 12,8 %   |
| 2011  | 142 219          | +13,8 %       | 13,4 %   |
| 2012  | 126 303          | -11,2 %       | 11,3 %   |
| 2013  | 148 331          | +17,4 %       | 12,5 %   |
| 2014  | 143 402          | -3,3 %        | 11,1 %   |
| 2015  | 136 495          | -4,8 %        | 10,1 %   |
| 2016  | 137 757          | +0,9 %        | 9,6 %    |
| 2017  | 141 765          | +2,9 %        | 9,4 %    |
| 2018  | 151 306          | +6,7 %        | 9,4 %    |
| 2019  | 172 467          | +14,0 %       | 10,5 %   |
| 2020  | 160 897          | -6,7 %        | 10,5 %   |
| 2021  | 162 447          | +1,0 %        | 9,9 %    |
| 2022  | 173 669          | +6,9 %        | 9,6 %    |
| 2023  | 149 400          | -14,0 %       | 7,8 %    |
| 2024  | 156 500          | +4,8 %        | 7,7 %    |

Selon l'Association internationale de l'hydroélectricité (AIH), la production hydroélectrique était de 149 TWh en 2023, au 6e rang mondial avec 3,5 % de la production mondiale, de 175 TWh en 2022, soit 4,0 % du total mondial, au 6e rang mondial, de 160 TWh en 2021, soit 3,8 % du total mondial, au 6e rang mondial, de 155 TWh en 2020, soit 3,5 % du total mondial, au 6e rang mondialet de 162,1 TWh en 2019, en hausse de 25 %, soit 3,8 % du total mondial, au 6e rang mondial.

## Puissance installée
La puissance installée des centrales hydroélectriques de l'Inde atteignait 52 069 MW fin 2024, soit 3,6 % du total mondial, au 6e rang mondial, après la Chine (30,2 %), le Brésil (7,6 %), les États-Unis (7,1 %), le Canada (5,8 %) et la Russie (3,8 %) ; les centrales de pompage-turbinage indiennes totalisent 4 746 MW. Les mises en service de 2024 se sont élevées à 172 MW. D'importants travaux ont été achevés sur le projet Subansiri inférieur (2 GW). 
Les mises en service de 2023 se sont élevées à 111 MW.
Les mises en service de 2022 se sont élevées à 434 MW, dont la centrale au fil de l'eau de Bajoli Holi (180 MW) dans l'Himachal Pradesh.
Les mises en service de 2021 se sont élevées à 803 MW, dont les unités 3 et 4 de la centrale de Kameng (300 MW), la centrale de Rongnichu (113 MW) et celle de Sorang (100 MW). Le chantier du projet à buts multiples de Lakhwar (300 MW) a été lancé en décembre et le projet de Ken-Betwa (106 MW), premier projet d'interconnexion de rivières du plan National Perspective de soutien aux zones affectées par la sécheresse, a reçu son autorisation.
En 2020, 478 MW ont été mis en service, dont la centrale de Kameng (300 MW). La mise en service du projet de Parbati II (800 MW) est attendue en décembre 2021. Plusieurs projets ont reçu leur autorisation en 2020 : Dibang (2 880 MW), Bodhghat (500 MW), Athirappilly (163 MW), Kutehr (240 MW).
Fin 2019, la puissance installée s'élevait à 50 071 MWsoit 3,8 % du total mondial. Seulement 154 MW ont été mis en service dans l'année.
En 2018, 535 MW ont été mis en service en Inde.
L'Inde a mis en service 1 908 MW au cours de l'année 2017, dont les 1 200 MW de la centrale Teesta III dans l'état du Sikkim au nord-est ainsi que les centrales de Sainj (100 MW), Tashiding (97 MW), Dickchu (96 MW), Pulichintala (90 MW) et Tuiral (60 MW) ; 21 projets de modernisation ont accru la puissance installée de 549 MW. À la fin de l'année, 11,5 GW étaient en construction, dont 25 % par le secteur privé. La National Hydroelectric Power Corporation (NHPC) construit le projet de la Subansiri inférieure (2 000 MW) dans les états de l'Assam et de l'Arunachal Pradesh, celui de Parbatti II dans l'Himachal Pradesh (800 MW) et celui de Kishanganga (330 MW) ; le gouvernement investit aussi dans la coentreprise Chenab Valley Power Projects Ltd au Jammu et Cachemire, avec les centrales de Pakal Dul (1 000 MW) et Kiru (624 MW).
La puissance installée au 30/04/2018 était de 49 779 MW, soit 14,5 % de la puissance installée électrique totale de l'Inde, dont 45 293 MW de grandes centrales et 4 486 MW de petites centrales (≤ 25 MW). La propriété des grandes centrales se répartissait entre l'état fédéral : 27 %, les états : 66 % et le privé : 7 %.
En 2016, l'Inde a mis en service 703 MW, dont les quatre dernières turbines (160 MW) de la centrale Lower Jurala, portant sa puissance à 240 MW ; la dernière unité de 40 MW sur les quatre du barrage Teesta Low, la centrale Chanju 1 (36 MW) dans l'Himachal Pradesh ; la première unité de 30 MW du projet Pulichintala, qui en comptera quatre. La NHPC a annoncé son projet de réhabiliter la centrale Baira Siul (180 MW), ainsi qu'un projet de 600 MW combinant des panneaux photovoltaïques flottants et un stockage par pompage-turbinage à la centrale de Koyna dans le district de Satara au Maharashtra. Une étude préliminaire de faisabilité a donné des résultats positifs pour le développement de centrales marémotrices à lagon dans le golfe de Cambay.
L'Inde a mis en service 1 909 MW au cours de l'année 2015, dont la centrale au fil de l'eau de Koldam (800 MW) dans l'Himachal Pradesh, premier projet hydroélectrique développé par NTPC, compagnie publique jusqu'ici focalisée sur les centrales thermiques ; la centrale au fil de l'eau d'Alaknanda (330 MW) dans l'Uttarakhand ; la seconde phase (450 MW) du projet au fil de l'eau de Baglihar dans le Jammu et Cachemire a été achevée en novembre 2015, portant la puissance de la centrale à 900 MW. Pour la première fois, une entreprise étrangère à 100 %, REG-Velcan SA, a obtenu l'autorisation pour les travaux préparatoires de trois projets totalisant 571 MW.
En 2014, les mises en service se sont élevées à 1 195 MW, dont la centrale de Rampur (412 MW) en décembre 2014, la centrale de Parbati (520 MW) en mai 2014 et la centrale Uri-II (240 MW) en mai 2014 ; en 2015 : le quatrième et dernier groupe de 82,5 MW de la centrale de Shrinagar (330 MW) dans l’Uttarakhand en juin 2015 ; la dernière des quatre unités du projet de centrale au fil de l’eau Koldam (800 MW) en juin 2015.
Parmi les compagnies publiques engagées dans le développement de l'hydroélectricité en Inde, on peut citer National Hydroelectric Power Corporation (NHPC) : 6 507 MW en service en mars 2016 et 3 290 MW en construction, dont le barrage du bas Subansiri (1 000 MW) ; des coentreprises entre le gouvernement fédéral et un gouvernement local sont créées pour développer des projets, telles que THDC Ltd (Tehri Hydro Development Corporation) pour le complexe de Tehri (1 400 MW dont le barrage de Tehri).

## Principales centrales hydroélectriques
Les 46 928 MW en fonctionnement en juin 2024 (hors petite hydraulique) sont surtout concentrés dans le nord, en particulier dans l'Himachal Pradesh : 10 281 MW, l'Uttarakhand : 4 035 MW et le Jammu-et-Cachemire : 3 360 MW, qui à eux trois regroupent 38 % de la puissance totale. Sept autres États ont des capacités importantes : le Karnataka (3 689 MW), le Maharashtra (3 047 MW), le Telengana (2 406 MW), le Sikkim (2 282 MW), le Madhya Pradesh (2 235 MW), le Tamil Nadu (2 178 MW), l'Odisha (2 155 MW).

Principales centrales hydroélectriques en Inde
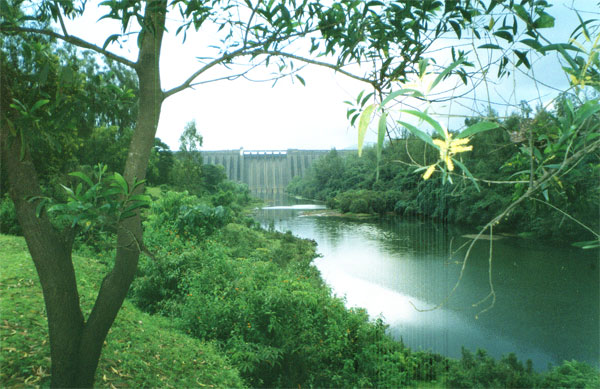
Barrage de Koyna dans le Maharashtra, 2005
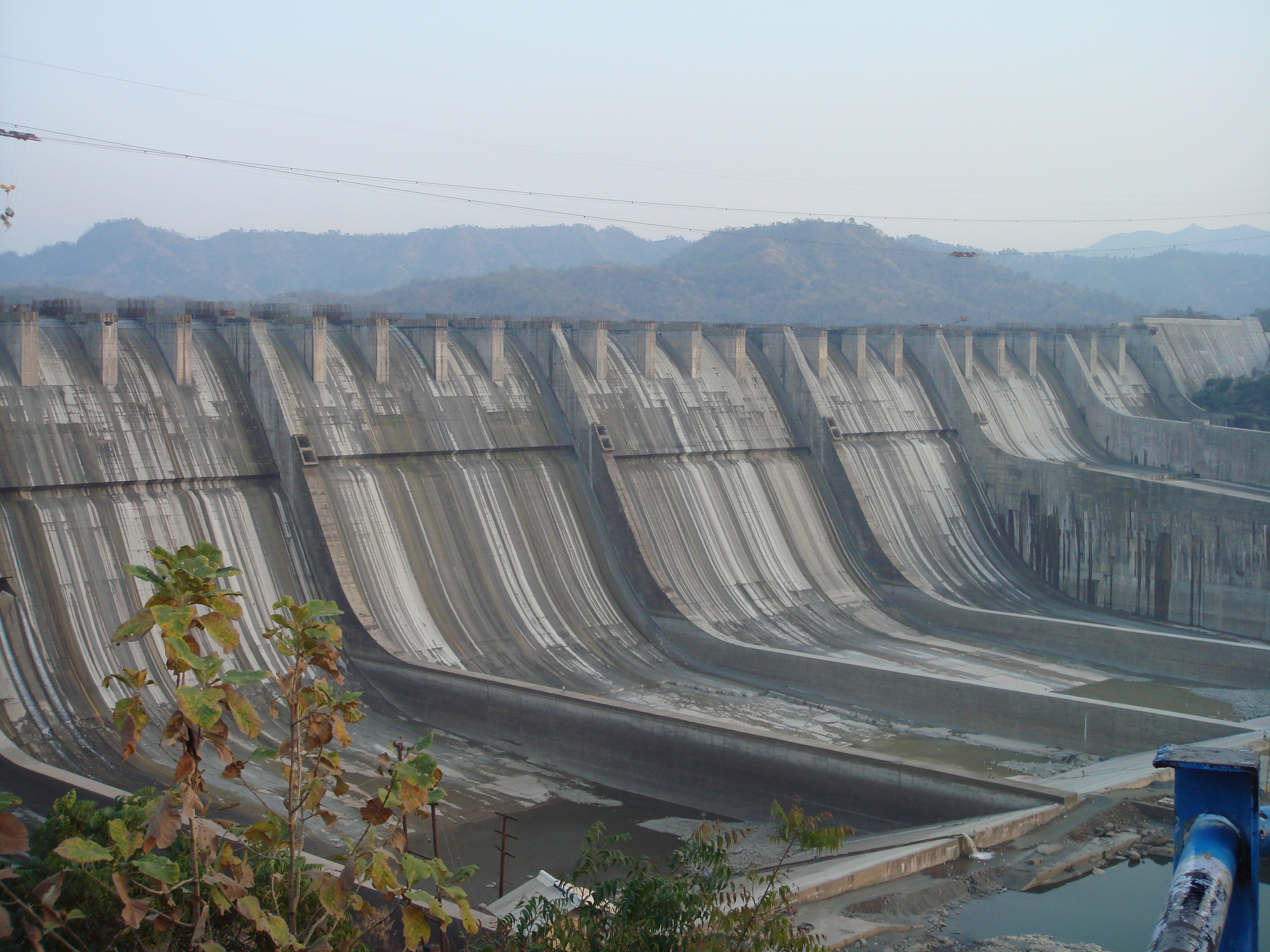
Barrage de Sardar Sarovar dans le Gujarat, 2006.
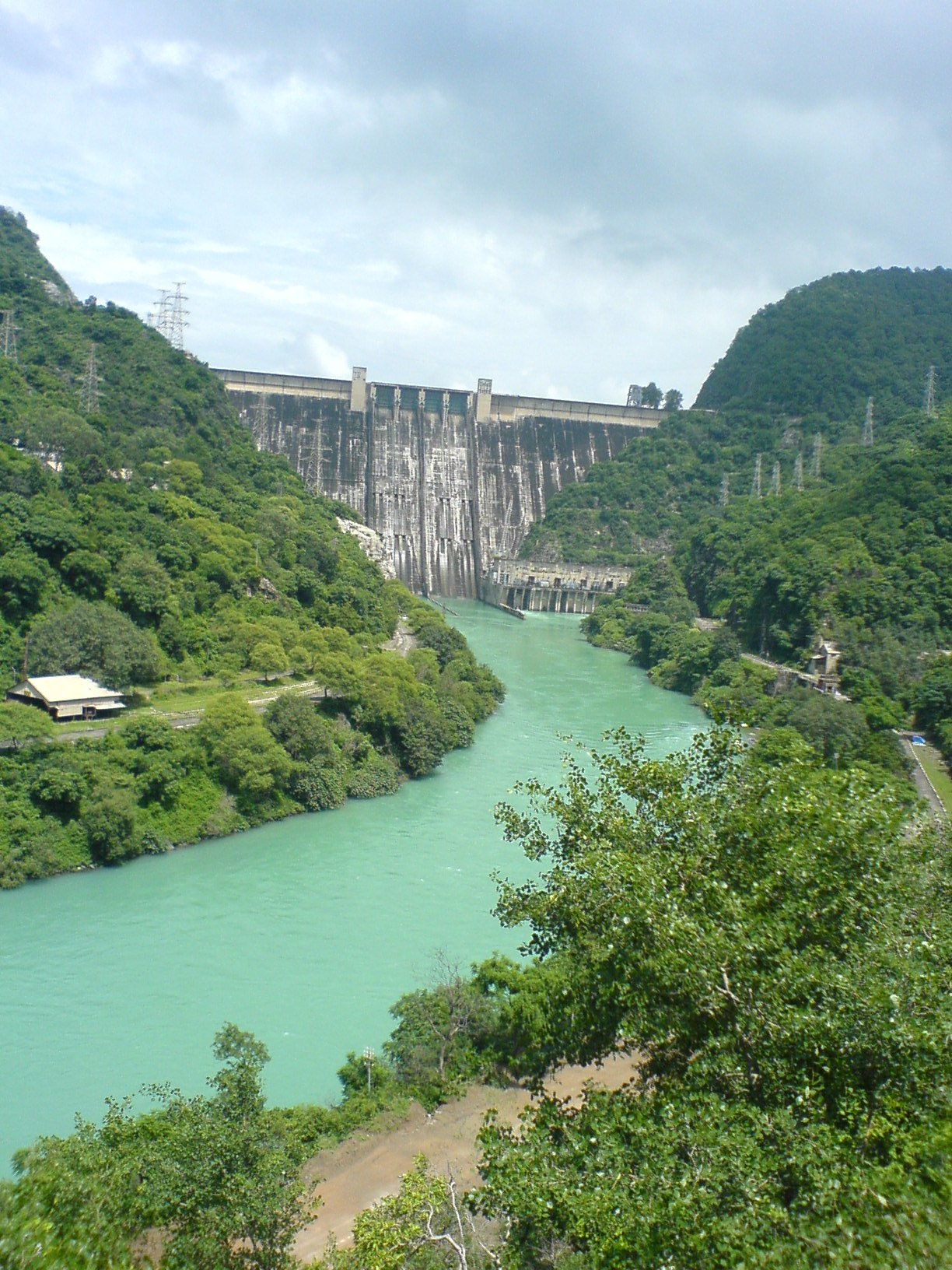
Barrage de Bhakra dans l'Himachal Pradesh, 2008.
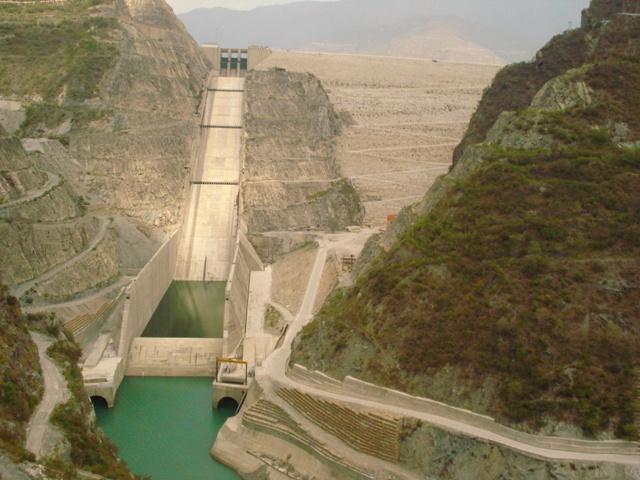
Barrage de Tehri dans l'Uttarakhand.
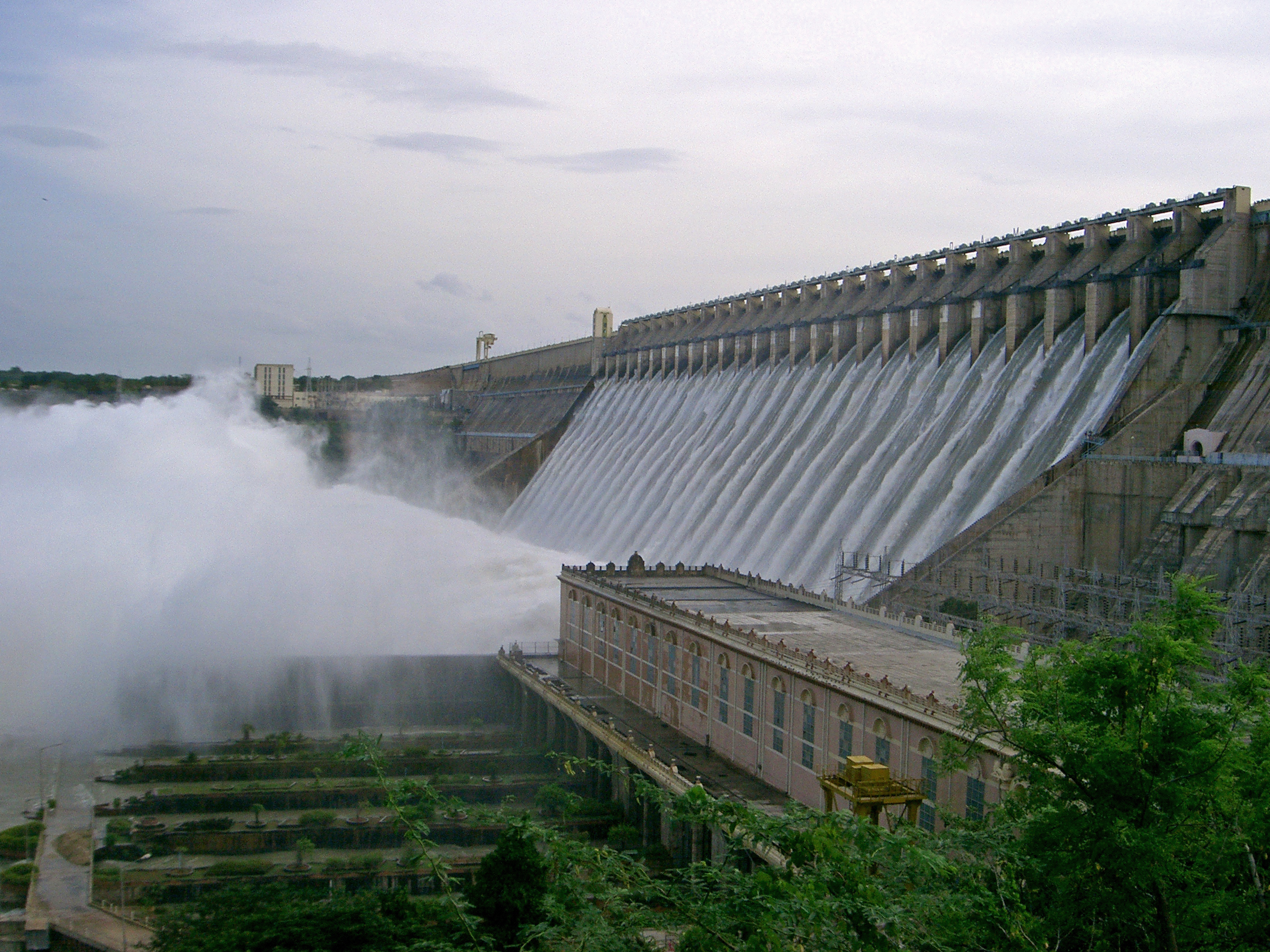
Barrage Nâgârjuna Sâgar dans l'Andhra Pradesh.
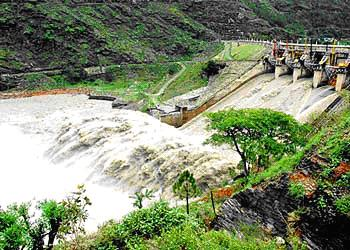
Déversoir du Barrage de Pandoh dans l'Himachal Pradesh, 2008.
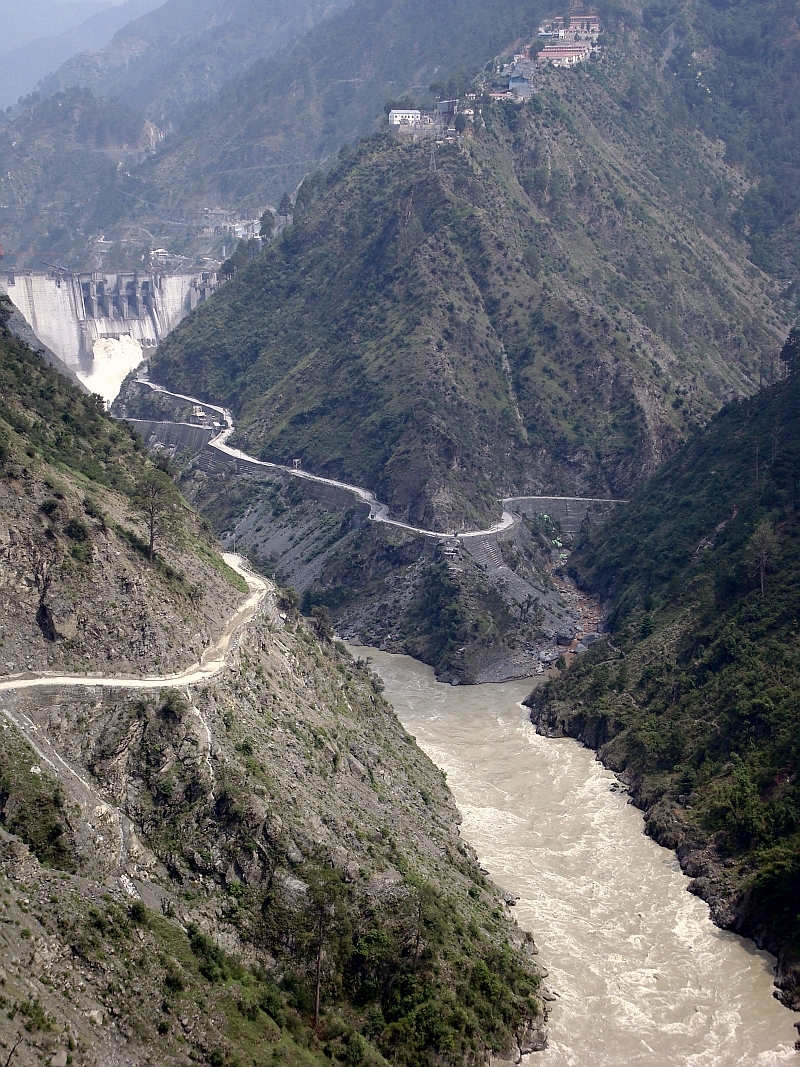
Barrage de Baglihar dans le Jammu-et-Cachemire, 2008.
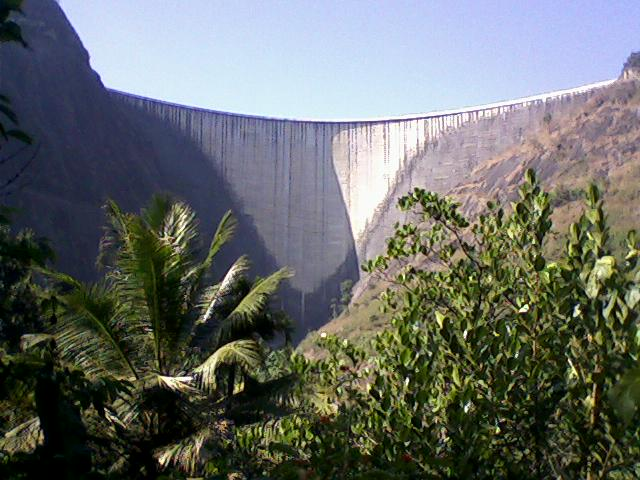
Barrage d'Idukki dans le Kerala, 2008.

Le barrage de Tehri, mis en service en 2006 sur la Bhagirathi, est le deuxième plus grand barrage d'Inde (260 m de hauteur) et le huitième au monde ; le complexe hydroélectrique de Tehri comprend trois centrales hydroélectriques de 2 400 MW au total : la centrale de Tehri (1 000 MW, mise en service en 2006-2007), celle de Koteshwar (400 MW, mise en service en 2011-2012 à 22 km à l'aval) et la station de pompage-turbinage de Tehri (1 000 MW, construction en cours depuis 2011).
Le barrage Nâgârjuna Sâgar sur le fleuve Krishnâ, le plus grand barrage de béton du monde, a une centrale d'une puissance installée de 800 MW. Il irrigue également environ 1,4 million d'acres de terres exposées à la sécheresse.
| Nom                        | État                    | Cours d'eau                         | Construction  | Puissance MW |
| Barrage du bas Subansiri   | Arunachal Pradesh/Assam | Subansiri, affluent du Brahmapoutre | 2007-2017     | 2 000        |
| Barrage de Koyna           | Maharashtra             | Koyna, affluent de la Krishna       | 1956-1964     | 1 960        |
| Barrage de Srisailam       | Andhra Pradesh          | Krishna                             | 1960-1981     | 1 670        |
| Barrage Tipaimukh          | Manipur                 | Barak                               | projet        | 1 500        |
| Barrage de Nathpa Jhakri   | Himachal Pradesh        | Sutlej                              | 1993-2004     | 1 500        |
| Barrage de Sardar Sarovar  | Gujarat                 | Narmada                             | 1961-en cours | 1 450        |
| Barrage de Bhakra          | Himachal Pradesh        | Sutlej                              | 1948-1963     | 1 325        |
| Barrage de Tehri,          | Uttarakhand             | Bhagirathi                          | 1978-2006     | 1 000        |
| Barrage d'Indirasagar      | Madhya Pradesh          | Narmada                             | 1994-2005     | 1 000        |
| Barrage de Karcham Wangtoo | Himachal Pradesh        | Sutlej                              | 2005-2011     | 1 000        |
| Barrage de Pandoh          | Himachal Pradesh        | Beas, affluent de la Sutlej         | 1963-1977     | 990          |
| Barrage de Dehar           | Rajasthan               | Sutlej                              | 1977-1983     | 990          |
| Barrage de Baglihar        | Jammu-et-Cachemire      | Chenab                              | 1999-2015     | 900          |
| Nâgârjuna Sâgar            | Andhra Pradesh          | Krishna                             | 1955-1967     | 816          |
| Barrage de Koldam          | Himachal Pradesh        | Sutlej                              | 2015          | 800          |
| Barrage d'Idukki           | Kerala                  | Periyar                             | 1969-1973     | 780          |
| Barrage de Salal           | Jammu-et-Cachemire      | Chenab                              | 1987-1995     | 690          |

Le projet Dibang (2 880 MW) a obtenu ses autorisations sociales et environnementales en octobre 2014. Cette centrale à usages multiples sera le plus grand aménagement hydroélectrique du pays. Ce projet représente un tournant pour le développement de l’importante région du Nord-Est de l’Inde, où plus de 93 % du potentiel hydroélectrique total, principalement dans le bassin fluvial du Brahmaputra, demeure inexploité.

## Centrales de pompage-turbinage
Les centrales de pompage-turbinage totalisent 4 746 MW en Inde fin 2024, soit 2,5 % du total mondial, contre 58 690 MW en Chine, 27 470 MW au Japon, 22 266 MW aux États-Unis, 9 449 MW en Allemagne, etc. L'Inde s'est fixé l'objectif de construire 51 GW supplémentaires de pompage-turbinage d'ici 2032. La Central Electricity Authority a accéléré les autorisations pour 6 projets majeurs totalisant 7,5 GW et prévoit d'approuver au moins 13 autres projets 22 GW en 2025/26. Au début de 2025, environ 44,5 GW sont en développement. Trois acteurs privés sont prêts à développer les deux tiers de l'objectif 2032 : Greenko, Adani Green et JSW Energy. Greenko va mettre en service en septembre 2025 son premier projet : Pinnapuram (1 680 MW). Adani Green compte achever en 2027 le chantier de Chitravathi (500 MW). Dans l'État du Madhya Pradesh, les travaux ont commencé sur le projet de Gandhisagar (1 920 MW), dont la mise en service est prévue en juin 2028, et le projet d'Indira Sagar (640 MW) est dans les premières phases de son développement. Dans l'État du Karnataka, le projet de Sharavathy (2 GW) est en construction pour une mise en service prévue en décembre 2029, et le projet de Narihalla (300 MW) est dans les premières phases de son développement. Dans l'État d'Odisha, la construction du projet de l'Indravati supérieur (600 MW) a commencé et les investigations préliminaires ont été entreprises pour le projet de Balimela (500 MW). Dans l'État du Tamil Nadu, le projet de Bhavani supérieur (1 GW) est dans les premières phases de son développement. Dans l'État du Gujarat, deux projets sont en développement : Juni Kayaliwel (300 MW) et Amalpada (300 MW). Dans l'État d'Uttar Pradesh, le projet Panaura (1,5 GW) est l'un des 33 principaux sites en cours d'évaluation. Dans l'État du Maharashtra, la construction des projets Bhivpuri (1 GW) et Bhavali (1,5 GW) a commencé ; les projets Tarali (1,5 GW) et Shirwata (1,8 GW) sont dans les premières phases de leur développement ; les protocoles d'accord des deux projets Ghosla et Kamod (2 GW chacun) ont été signés et leur mise en service est prévue en 2030. Dans l'État du Kerala, REC Limited a signé un protocole d'accord pour financer 2,1 M$ de projets de pompage-turbinage dans les cinq prochaines années ; plusieurs sites ont fait l'objet d'études de pré-faisabilité. 
En juin 2023, National Hydroelectric Power Corporation (NHPC) a signé un accord avec l'état d'Odisha pour développer 2 GW de pompage-turbinage et plus de 1 GW de solaire flottant et un autre accord avec l'état du Maharashtra pour développer 4 projets d'un total de 7,35 GW. En janvier 2024, NHPC a signé un mémorandum d'entente avec Gujarat Power Corporation Ltd (GPCL) pour développer le projet de Kuppa (750 MW). Dans le Tamil Nadu, Adani Green Energy annonce trois projets d'un total de 4,9 GW sur les 5 à 7 prochaines années, et le gouvernement de l'état a approuvé douze projets de partenariats public-privé. En octobre 2023, le premier ministre du Madhya Pradesh a inauguré le chantier de Gandhisagar, dont la mise en service est prévue en 2025. Le projet de Pinnapuram (1 680 MW) est proche de sa mise en service fin 2024. En août 2023, le gouvernement fédéral et l'état d'Arunachal Pradesh ont approuvé un plan de 12 projets d'un total de 11,5 GW. 
Deux projets de grande taille ont été annoncés en 2022 : Gandhisagar (ou Gandhi Sagar) de 1 440 MW, qui utilisera un réservoir existant et aura une capacité de stockage de 10 GWh, et un autre projet de 960 MW dans le Maharashtra. Le gouvernement indien a publié en 2022 ses recommandations pour la promotion du pompage-turbinage, préconisant des réformes pour une meilleure rémunération de ses services ; le document estime que l'Inde aura besoin d'au moins 18,8 GW de centrales de pompage-turbinage d'ici 2032 pour soutenir l'intégration au réseau de l'éolien et du solaire. La Central Electricity Authority a révisé ses estimations du potentiel de pompage-turbinage en Inde à 103 GW pour les sites sur rivière ; de nombreux sites hors rivière sont aussi disponibles.
L'Inde a un potentiel de pompage-turbinage de plus de 90 GW, avec 63 sites identifiés dont l'intérêt pour le réseau est reconnu dans les politiques nationales ; la priorité de la Central Electricity Authority (CEA) est de mettre en service le pompage dans trois des neuf sites existants : Kadana I et II, Nâgârjuna Sâgar et Sardar Sarovar ; le projet de Tehri devrait être mis en service en 2019. La station de Tehri (1 100 MW) est en construction depuis 2011.

## Échanges internationaux
Les projets en préparation en 2015 au Népal et au Bhoutan seront construits en vue d'exporter de l'électricité vers l'Inde afin de combattre les émissions de CO2 par la réduction de la part du charbon dans la production d'électricité. Le premier ministre Narendra Modi a effectué des visites dans ces deux pays en 2014 et conclut avec eux des accords énergétiques. Le potentiel hydroélectrique économiquement exploitable du Bhoutan est estimé à 23 760 MW, dont seulement 1 615 MW déjà exploité. Sur l'année 2013-14, les exportations nettes d'électricité du Bhoutan vers l'Inde se sont élevées à 4 992 GWh. La capacité des lignes d'interconnexion entre les deux pays devrait être portée à 11 000 MW en 2020 et le gouvernement du Bhoutan prévoit d'atteindre 10 000 MW de centrales d'ici 2020. La centrale au fil de l'eau de Dagacchu (126 MW), mise en service en 2015, est la première au Bhoutan à exporter la totalité de sa production vers l'Inde, en vertu du contrat d'achat sur 25 ans signé par Tata Power, qui possède 26 % du projet. Le potentiel du Népal est estimé à 84 000 MW, dont 43 000 MW jugés économiquement viables, pour une capacité installée de 753 MW. Bien que le pays souffre de pénuries récurrentes d'électricité, il compte développer ses exportations vers l'Inde. La première interconnexion majeure avec l'Inde (1 000 MW) a été achevée en février 2016.
Le Centre énergétique de l’Association sud-asiatique de coopération régionale (ASACR), basé au Pakistan, propose une étude du potentiel hydroélectrique de 80 000 MW du Népal, mettant l’accent sur le développement régional. Si elle était mise en valeur, l’électricité produite au Népal pourrait être transportée vers l’Inde, le Pakistan et l’Afghanistan, ce qui profiterait aux quatre pays et renforcerait leurs liens.
Environ 75 % de l’électricité produite au Bhoutan est exportée vers l’Inde, son principal partenaire commercial, en vertu d’un tarif d’exportation bilatéral convenu entre les deux pays. L’électricité représente 45 % des exportations totales du Bhoutan vers l’Inde. Puisque la production d’électricité du Bhoutan dépend presque entièrement de l’hydroélectricité, ce pays importe de l’électricité de l’Inde en hiver, lorsque le niveau des réservoirs est bas. Un accord bilatéral a été signé en 2009 entre les deux pays afin de développer 10 000 MW de nouvelle capacité d’ici 2020 au moyen d’entreprises intergouvernementales et de coentreprises.
En 2018, le Népal et le Bhoutan ont signé des accords avec l'Inde pour vendre la production de leurs projets hydroélectriques en construction, et l'Inde a publié de nouvelles règles autorisant les pays voisins à faire transiter leur électricité par son réseau national pour l'acheminer vers un tiers pays.
En 2024,la compagnie bhoutanaise Druk Green Power Corporation et Tata Power reprennent le développement du projet de Kholongchhu (600 MW) sur la rivière Jablangchhu. Reliance Group s'engage à développer le projet Chamkharchhu-1 (770 MW). Druk Green Power Corporation signe un protocole d'accord avec Adani Group pour développer jusqu'à 5 GW de nouveaux projets, après leur collaboration sur le projet Wangchhu. Par ailleurs, les quatre premiers groupes du projet Punatsangchhu II (1 120 MW) ont été mis en service.

## Politique énergétique
En 2019, le gouvernement annonce une série de mesures pour favoriser le développement de l'hydroélectricité : en mars 2019, il accorde aux grands projets (> 25 MW) la qualification de source d'énergie renouvelable, jusqu'ici réservée à la petite hydraulique ; ceci permet désormais aux grands projets de bénéficier de l'obligation d'achat renouvelable (Renewable Purchase Obligation) qui oblige les distributeurs régionaux à acheter un quota d'énergie renouvelable ; ils pourront aussi accéder au financement par obligations vertes. Des subventions leur seront accordées pour les services de régulation des crues rendus par les projets ainsi que pour les infrastructures liées (ponts, routes). Grâce à ces mesures, la filière hydroélectrique compte près de 35 GW de capacités en construction ou en développement.
Le gouvernement s'est fixé l'objectif d'atteindre en 2027 une part de 50 % de sources non-fossiles dans la production d'électricité ; l'hydroélectricité devrait jouer un rôle central dans ce programme avec 20 GW de nouvelles capacités ; mais près de la moitié des grands projets en construction ont subi des retards ; la Central Electricity Authority a donc lancé la 50,000 MW Hydro Electric Initiative pour accélérer les projets prioritaires.
Depuis son élection en mai 2014, le premier ministre Narendra Modi a confié l’hydroélectricité à un seul ministère afin d’améliorer l’efficacité au niveau fédéral et a effectué des visites historiques au Népal et au Bhoutan, ratifiant des accords énergétiques bilatéraux centrés sur de nouveaux aménagements hydroélectriques dans ces pays himalayens. Pendant la visite du premier ministre au Népal en août 2014, un protocole d’entente a été signé pour accélérer l’avancement du projet à usages multiples de Pancheshwar (5 600 MW), situé sur le fleuve Mahakali qui borde les deux pays. Le gouvernement indien envisage de réviser la législation et les régimes de soutien, y compris les règlements sur les tarifs, afin de promouvoir la production d’électricité à partir de sources renouvelables ; il a également pris des mesures de simplification des autorisations et organisé une surveillance de haut niveau, afin d’éviter les retards dans la mise en œuvre des projets.
Des tarifs de rachat garantis d’hydroélectricité ont été institués pour 2014 à 2019 en Uttar Pradesh : 5,65 à 6,47 INR/kWh pour une capacité inférieure à 5 MW et 4,98 à 5,68 INR/kWh entre 5 et 25 MW, avec accords d’achat d’électricité d’une durée de 20 ans.
Le gouvernement indien a lancé en 2016 une concertation afin d'étendre la qualification d'énergie renouvelable aux centrales hydroélectriques de plus de 25 MW. En 2018, ces grandes centrales ont été effectivement admises dans le programme des obligations d'achat renouvelable (Renewable Purchase Obligations - RPO).